# Velké Meziříčí
Velké Meziříčí (niem. Groß Meseritsch) − miasto w Czechach, w kraju Wysoczyna.
Według danych z 31 grudnia 2003 powierzchnia miasta wynosiła 4 067 ha, a liczba jego mieszkańców 11 753 osób.

## Linki zewnętrzne

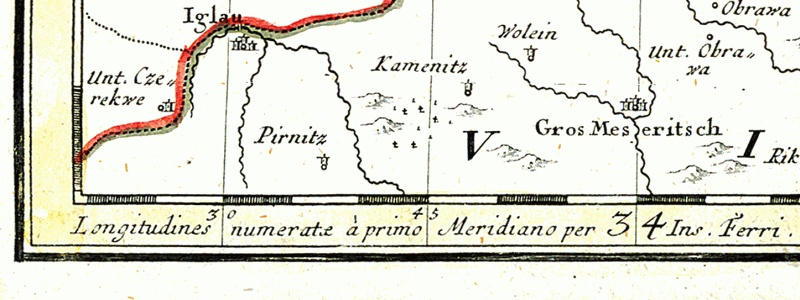
Fragment mapy z 1746; Velké Meziříčí (pod nazwą Gros Meseritsch), obok (na zachód) Jihlava (pod nazwą Iglau)

## Demografia
| Rok             | 1970  | 1980   | 1991   | 2001   | 2003   | 2014   |
| --------------- | ----- | ------ | ------ | ------ | ------ | ------ |
| Liczba ludności | 90 91 | 10 505 | 11 518 | 11 811 | 11 753 | 11 662 |

Źródło: Czeski Urząd Statystyczny